# فرنسيس جيمس هاريسون
فرنسيس جيمس هاريسون (بالإنجليزية: Francis James Harrison)‏ هو لاعب كرة قاعدة وقسيس أمريكي، ولد في 20 أغسطس 1912 في سيراكيوز في الولايات المتحدة، وتوفي في 1 مايو 2004.